# Projectista
El projectista és un dels agents de l'edificació previstos en la Llei d'Ordenació de l'Edificació d'Espanya. És l'agent que per encàrrec del promotor i amb subjecció a la normativa tècnica i urbanística corresponent, redacta el projecte. Podran redactar projectes parcials del projecte, o parts que el complementin, altres tècnics de forma coordinada amb l'autor d'aquest. Quan el projecte es desenvolupi o completi mitjançant projectes parcials o altres documents tècnics, cada projectista assumirà la titularitat del seu projecte. Són obligacions del projectista:
a) Estar en possessió de la titulació acadèmica i professional habilitant d'arquitecte, arquitecte tècnic, enginyer, enginyer tècnic, segons correspongui i complint les condicions exigibles per a l'exercici de la professió.
b) Redactar el projecte amb subjecció a la normativa vigent i al que s'hagi establert en el contracte i lliurar, amb els visats que si és el cas fossin preceptius.
c) Acordar, si escau, amb el promotor la contractació de col·laboracions parcials.